# Magyar tyúk
A magyar tyúk a Magyarország különböző vidékein őshonos parlagi tyúkok tenyésztett változata, egyike törvényileg védett baromfifajtáinknak.

## Története
Közép-Európa területére valószínűleg a kelták hozták be a házi tyúkot. Régészeti leletek alapján megállapították, hogy a rómaiak tyúkjai nagyobb testűek voltak, mint az avarok által tartott tyúkok. A csekély számú lelet alapján feltételezik, hogy a honfoglaló magyarok valószínűleg Kelet-Európából hozták be magukkal a magyar parlagi tyúk ősi változatát. Ezek késői utódaiból kezdtek kialakulni 19. század végén a ma védett tyúkfajták.
Kialakulásukban történelmünk folyamán szerepet játszott a tatárjárás idején hazánkba jutott nagy testű ázsiai fajta, majd a törökök által behozott balkáni, anatóliai tyúkok. Később a nyugatról betelepülő lakosság is hozta a saját, jól bevált fajtáit. Időközben kialakultak a különböző, egyre egységesedő színtípusok, így a 19. századra már több fajtaváltozat létezett. Jelentőségét külterjes volta adta, más állatok számára hasznosíthatatlan takarmányon nevelődött.
A tenyésztőmunka kezdetén állományunkat több nyugati fajta segítségével formálták. Mivel az össze-visszakeresztezések nem váltak a magyar tyúk hasznára, ezért egy 1896-ban kelt miniszteri rendeletre 1897-től kakas-csereakciókat tartottak, ahol tenyészkakasokat adtak fiatal parlagi kakasokért. Több kakasnevelő tenyésztelepet is kialakítottak, ahol magyar és erdélyi kopasznyakú kakasokat neveltek, ilyen telep volt Gödöllőn, Kolozsváron, Szentimrén és Adán is. 15 év alatt 140 000 tenyészkakast osztottak ki így, s ezzel jelentősen javították a tyúkállományt.
Ám a kinemesített magyar fajták a második világháborúban szinte teljesen eltűntek. Az 1950-es évek elején újraindították a tenyésztést Gödöllőn, a Kisállattenyésztési Kutatóintézetben és több gazdaságban. A megfelelő alapállományt kistenyészetekből kapták. 1949-ben már 160 000 naposcsibét keltettek. Azonban 1953-ban a gödöllői állományt felszámolták. A fordulatot az az 1973-ban kelt határozat hozta, amely elrendelte a génbankok létrehozását, ideértve az ősi jellegű állatfajtákat is. A sárga magyar tyúk génállománya vészelte át legjobban a köztes időt Mosonmagyaróváron. A kendermagos tyúk állományát a Duna-Tisza közén talált fajtatiszta tenyészetből alakították ki Hódmezővásárhelyen. A fehér változatot Makón lelték fel, és Gödöllőn tenyésztették tovább. A fogolyszínű magyar tyúk van ma a legmostohább helyzetben, visszatenyésztése nemrég kezdődött Gödöllőn, de állománya még nagyon kicsi.

## Tulajdonságai, szín- és fajtaváltozatai

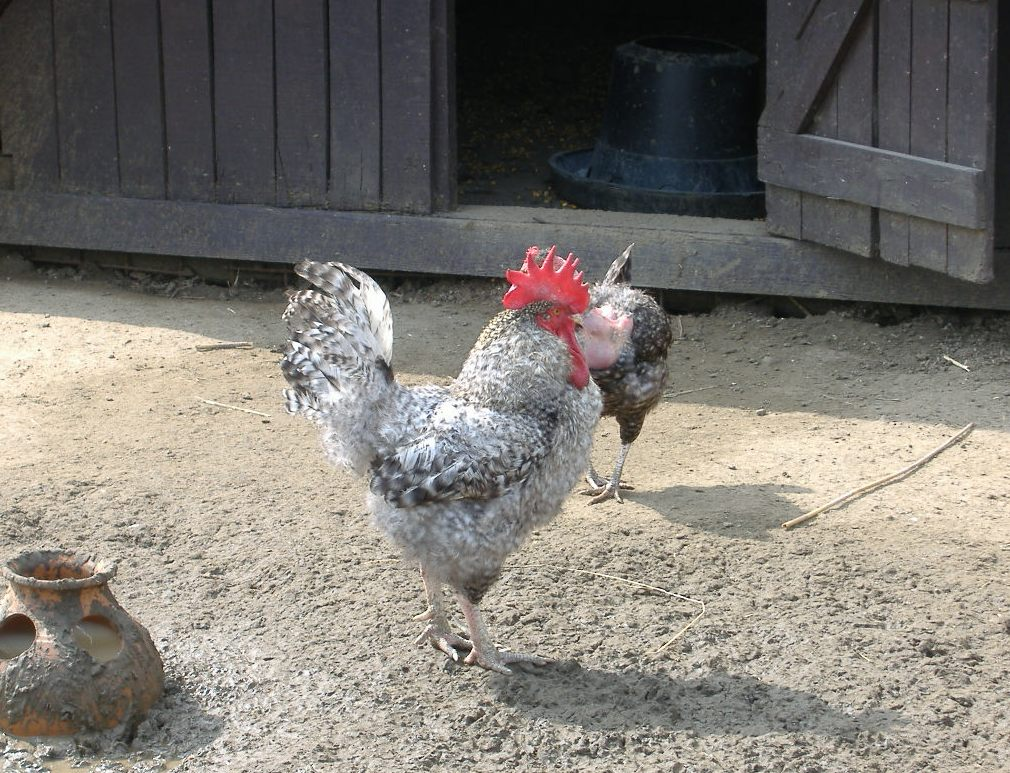
Kendermagos magyar kakas

A magyar tyúk középnagyságú, kettős hasznú fajta. Finom rostú, ízletes húsa külföldön is ismertté tette.
| Általános tulajdonságok: | Általános tulajdonságok:                                   |
| ------------------------ | ---------------------------------------------------------- |
| Súlya                    | kakas 2,5–3 kg, tojó 2,0-2,3 kg                            |
| Gyűrűmérete              | kakas 20, tojó 18                                          |
| Tenyésztojás tömege      | 55-60 g                                                    |
| Tojáshéj színe           | a tyúk színétől függően krémszínű, világosbarna vagy barna |
| Éves tojáshozama         | 140-150 db                                                 |

### Sárga magyar tyúk
A tenyésztők a 20. század elején az egyszínű sárga tyúkokat összegyűjtötték és szelektálták, sőt rokontenyésztést is folytattak. A cél a tojástermelő-képesség javítása volt. Elsősorban a Dunántúlon, az Alföldön és a Duna-Tisza közén terjedt el. Előfordul világosabb és sötétebb árnyalatban is, de az élénksárga szín a kívánatos. Génmegőrző állománya található Mosonmagyaróváron, Gödöllőn és Keszthelyen (2001).
A sárga magyar tyúk
Küllemi leírás
A sárga magyar tyúk tollazata élénksárga. A nyaktollak végei, a szárny evezőtollai és
a faroktollak végei kismértékben barnásfeketék. A kakas tollazatának alapszíne
valamivel sötétebb, a nyak- és nyeregtollak, valamint a szárny fedőtollai élénk
vöröses-sárga színűek, az evezőtollak és a kormánytollak barnásfeketék, a
sarlótollak zöldes árnyalatba hajló feketék. Csőre és lába sárga, tojása világosbarna
színű. A naposcsibék egyszínű világosbarnák.

### Fehér magyar tyúk
A legjobb tojóképességű változatnak tekintették. Mivel fehér színű tollazatával jobban elviselte a tűző napot, elsősorban az Alföldön és a Duna-Tisza közén kedvelték. Ma génbanki állománya található Gödöllőn és Keszthelyen (2001).
Csőre csontfehér, szeme vörös. Lábszára fiatalon hússzínű, idősen csontfehér.
Diszkvalifikáló hibák: idegenszínű tollak, másszínű csőr és láb. 

### Kendermagos magyar tyúk

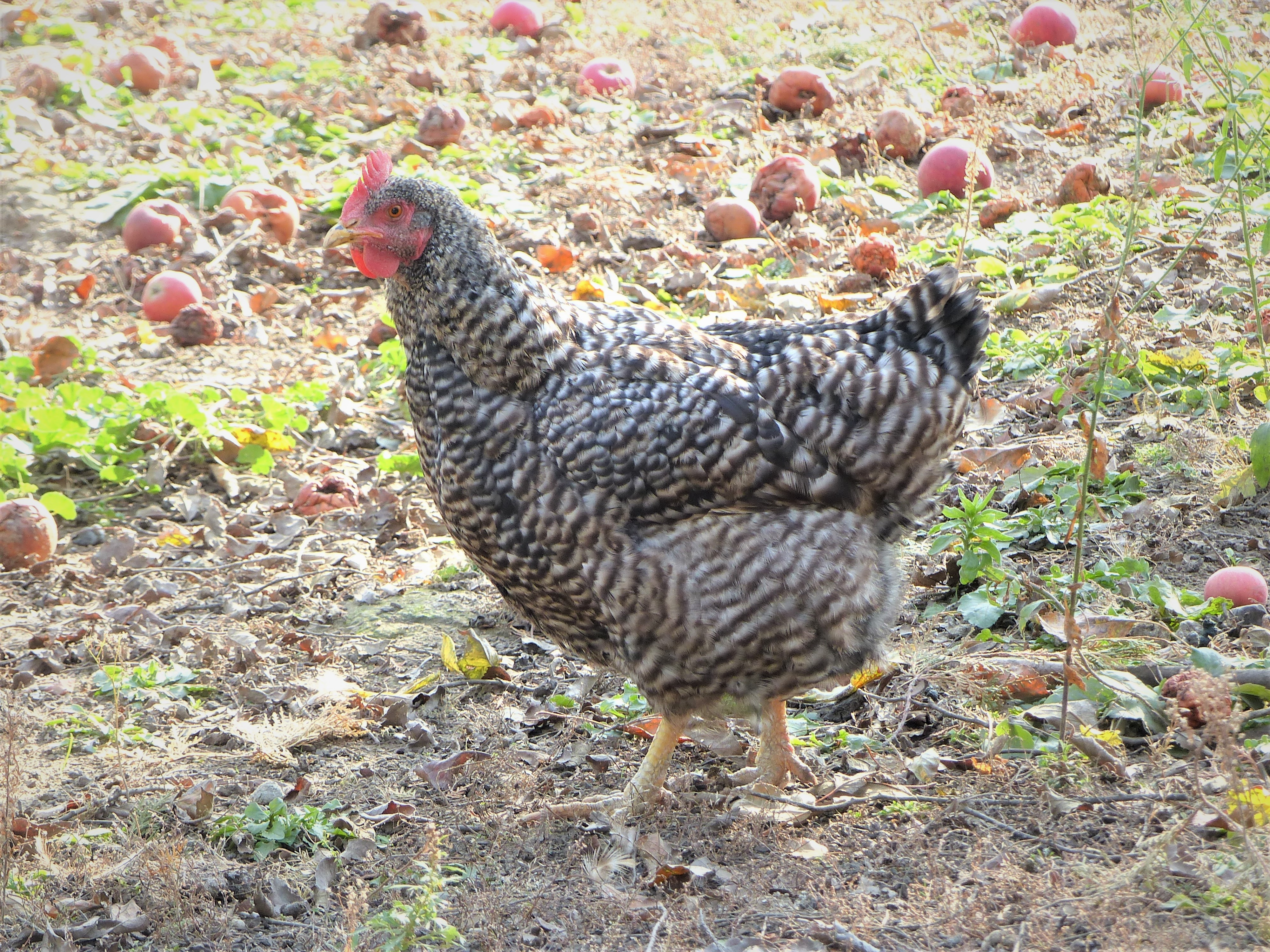
Kendermagos magyar tyúk

Tenyésztése az 1890-es évek elején kezdődött Szolnokon a parlagi állomány kendermagos színű egyedeinek szelektálásával, nemesítésével. Igen gyorsan kedvelt lett a tenyésztők között. Tollazata világos kékesszürke keskeny, fekete keresztsávokkal. A kakasok színe világosabb. Mivel színe igen alkalmas rejtőzködésre, főként az ország északi részén, a ragadozómadaraktól jobban veszélyeztetett helyeken tartották, de az egész országban elterjedt. Génmegőrző állománya van Hódmezővásárhelyen, Gödöllőn és Keszthelyen.

### Fogolyszínű magyar tyúk
Szervezett tenyésztésbe a legutóbbi időkig nem vont színváltozat. A tojó színe a fogolyéra hasonlító barna finom rajzolattal, a kakas nyak- és nyeregtollazata piros árnyalatú aranysárga, feje narancsvörös. Evezőtollaik sötétek. Elsősorban a Dunántúlon és erdős területeken terjedt el, ahol rejtőzködést elősegítő színe megvédte a ragadozóktól. Kis állománya található Gödöllőn. 2004-ben vált elismert fajtává.